# Blur Studio
Blur Studio ist ein US-amerikanisches Animationsstudio.

## Geschichte
Die Blur Studios wurden 1995 von David Stinnett, Tim Miller und Cat Chapman gegründet. 2004 wurde Blur für den Oscar für den Kurzfilm Gopher Broke nominiert. Blur hat mehrere CGI-animierte Zwischensequenzen für Spiele, Serien, Werbespots, Trailer und Filme und komplette Serienepisoden erstellt. Im Jahr 2019 drehte das Studio die Animationen für vier Episoden der Netflix Anthologie-Serie Love, Death & Robots.

## Filmografie (Auswahl)
- 1999: South Park: Der Film – größer, länger, ungeschnitten (South Park: Bigger, Longer & Uncut)
- 2004: Gopher Broke
- 2005: Æon Flux
- 2006: Rocky Balboa
- 2009: Avatar – Aufbruch nach Pandora (Avatar)
- 2010: Scott Pilgrim gegen den Rest der Welt (Scott Pilgrim vs. the World)
- 2011: Verblendung (The Girl with the Dragon Tattoo)
- 2012: Battleship
- 2013–2017: Bates Motel (Fernsehserie)
- 2013: Man of Steel
- 2013: Thor: The Dark Kingdom (Thor: The Dark World)
- 2014: The Amazing Spider-Man 2: Rise of Electro (The Amazing Spider-Man 2)
- 2015: Avengers: Age of Ultron
- 2016: Deadpool
- 2017: Planet der Affen: Survival (War for the Planet of the Apes)
- 2019–2021: Love, Death & Robots (Fernsehserie)
- 2019: Terminator: Dark Fate
- 2020: Sonic the Hedgehog

## Videospiele
- 2017: Halo Wars 2

## Auszeichnungen
- 2005: Oscarnominierung in der Kategorie Bester animierter Kurzfilm für Gopher Broke